# Thalassobius
Thalassobius is een geslacht van kevers uit de familie van de loopkevers (Carabidae). De wetenschappelijke naam van het geslacht is voor het eerst geldig gepubliceerd in 1849 door Solier.

## Soorten
Het geslacht Thalassobius is monotypisch en omvat slechts de volgende soort:
- Thalassobius testaceus Solier, 1849